# 초월적 신학
초월적 신학(Transcendental theology)이라는 용어는 임마누엘 칸트가 신학 개념들을 분간하는 방법을 서술하기 위하여 고안한 용어이다. 칸트는 초자연적 신학을 존재론적 신학과 우주론적 신학으로 나누었다. 이 두 용어 역시 그가 만든 것이다. 두 용어의 구별을 위하여 한 것이다. 칸트는 존재론적 신학과 우주론적 신학을 다음과 같이 정의한다. 초자연적 신학은 경험이 속하는 세상과 가깝게 관련하지 않고 일반적인 경험으로부터 최고의 존재가 있다고 추론하는 것을 목적으로 한다. 이경우에 그것을 우주론적 신학이라고 불린다. 그런 존재를 인정하기 위해 노력한다. 그러나 단순한 개념들을 통하여 또 경험의 도움이 없을 때는 그것을 존재론적 신학이라고 부를 수 있다.

## 같이 보기
- 자연신학
- 계시신학
- 존재론적 신학
- 우주론적 신학